# 木挽山
木挽山（こびきやま）は、北海道札幌市南区澄川にある山である。この山と周辺の森林は、札幌建設の最初期に木材を供給した。低い丘で、宅地造成によって削られている。標高102m。「慈恵の山」と付近の住民から言われている。

## 地理
木挽山は札幌市営地下鉄自衛隊前駅の東に位置する。南北に細長い稜線の中の隆起で、西に精進川、東に望月寒川が麓から少し離れて流れる。山の西側は宅地造成によって大きく削られている。東側の麓には、札幌新陽高等学校が、南東には澄川公園がある。昔は札幌新陽高等学校の土地であり、スキー学習などに使われた。

## 歴史
明治時代の始めに札幌が北海道の首府に定められたとき、木挽山と周辺はトドマツが生える森であった。明治5年（1872年）に開拓使は官費で山の西の麓、精進川沿いに木挽小屋、居小屋、見張り所計4棟を建てさせた。開拓使による最初期の施設として翌年完成した木挽小屋は、札幌建設のために木材を供給した。
付近一帯は伐採のための官林に定められたが、後に民間に払い下げられ、農地として開墾が進んだ。古くは山の北の麓から小泉川という小川が流れ出て、4キロメートル北の美園で望月寒川に注いでいたが、今では存在しない。20世紀後半に札幌の市街化の波が押し寄せ、頂上を除いて学校と住宅地になった。